# 杉田川 (福島県)
杉田川（すぎたがわ）は、福島県安達郡大玉村および二本松市を流れる阿武隈川水系の1次支流である。

## 地理
安達太良山東麓に端を発し、「遠藤ヶ滝」や「三ケ月の滝」等の多数の渓流を形成し「安達太良温泉」上流で一旦止水された後、「苗松岳」（498.2m）山麓を迂回し東北本線杉田駅下流で阿武隈川に流入する。

## 流域の自治体
安達郡大玉村・二本松市

## 遠藤ヶ滝水源の森
中流の「県民の森・フォレストパークあだたら」上部に位置する森林で、磐梯朝日国立公園の指定区域である。また、「遠藤ヶ滝水源の森」として水源の森百選に指定されている。
| 山岳       | 面積(ha) | 標高(m)    | 人工林(%) | 天然林(%) | 主な樹種                           | 制限林           | 種類                   | 流量(m3/日) |
| ---------- | -------- | ---------- | --------- | --------- | ---------------------------------- | ---------------- | ---------------------- | ----------- |
| 安達太良山 | 402      | 800〜1,400 | 0         | 100       | ブナ・ミズナラ・アカマツ・カラマツ | 水源かん養保安林 | 湧水源、流水（杉田川） | 52,000      |

灌漑用水の他、生活用水、工業用水を供給している大玉村の重要な水源の一つである。麓は温泉や野外レクレーション施設が整備されて多くの人が訪れる。
所在地：福島県安達郡大玉村大字玉ノ井字前ヶ岳（データは指定年1995年（平成7年）7月）

## 主な橋梁
- 落合橋（二本松市道） - 1997年3月竣工
- 長者宮橋（二本松市道）
- 杉田橋（福島県道355号須賀川二本松線）
- 長命橋（国道4号）
- 日向橋（二本松市道）1991年3月竣工
- 杉田川橋（東北自動車道）
- 根崎橋（二本松市道）
- 当地内橋（二本松市道（田んぼ通り））
- （福島県道30号本宮土湯温泉線）
- （福島県道380号岳温泉大玉線）

## 主な支流
- 原瀬川